# Gampsocleis recticauda
Gampsocleis recticauda is een rechtvleugelig insect uit de familie sabelsprinkhanen (Tettigoniidae). De wetenschappelijke naam van deze soort is voor het eerst geldig gepubliceerd in 1901 door Werner.